# Desastre da PEPCON de 1988

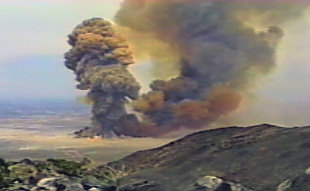
Imagem do desastre

O desastre da PEPCON foi um desastre industrial  que ocorreu em  Henderson, Nevada em 4 de maio de 1988, na Pacific Engineering Production Company of Nevada (PEPCON). Na ocasião um incêndio nos estoques da fábrica consumiu todas as 3 900 toneladas de perclorato de amônio, provocando uma grande explosão que provocou danos irreparáveis á cidade. Ao todo, 2 pessoas morreram na explosão e quase 400 se feriram. Os prejuízos foram calculados em US$ 100 milhões de dólares.

## Precedentes
Após o  acidente com o ônibus espacial Challenger em 1986, as missões espaciais foram suspensas por quase 3 anos, até que fossem descobertos os motivos do acidente e se tomassem providências para aumentar a segurança. Enquanto isso, a fábrica da PEPCON, localizada em  Henderson, Nevada, manteve a produção de perclorato de amônia (que não seria usado nos lançamentos devido à interrupção dos voos) passando a armazenar grandes quantidades do produto sem melhorar os procedimentos de segurança.

## Fogo e Explosão
No dia 4 de maio de 1988 ocorreu um incêndio na fábrica onde estavam 3 900 toneladas de perclorato de amônio. Os funcionários evacuaram o local quando viram que a situação estava incontrolável.
O corpo de bombeiros chegou aproximadamente 20 minutos após o início do incêndio, quando ocorreu uma grande explosão. Percebendo o risco que corriam e a inutilidade de se tentar combater o incêndio, os bombeiros resolveram voltar, mas 4 minutos depois da primeira explosão, a região se transformou em um inferno de chamas. Uma segunda explosão, bem maior que a primeira, destruiu completamente a fábrica. Uma onda de choque concêntrica, mais intensa e visível que a da primeira explosão, avançou a partir do epicentro e varreu tudo que estava no caminho.
A explosão criou um sismo de 3,5 graus na escala Richter. Na cidade, diversos carros foram destruídos, todos os prédios sofreram danos estruturais e a rede elétrica foi danificada. Num raio de 4,8 km as janelas quebraram e prédios sofreram danos leves, como paredes rachadas. No Aeroporto Internacional de McCarran, em Las Vegas, situado a 11 km da fábrica, janelas quebraram e um Boeing 737 que estava pousando sacudiu com a onda de choque. Ocorreram danos até um raio de 16 km da fábrica.
Todas as 3 900 toneladas de perclorato de amônia foram consumidas no incêndio. Nas duas explosões foi formada uma cratera de 4,5 metros de profundidade e 60 metros de diâmetro. Após a explosão da PEPCON, fábricas de explosivos no mundo inteiro mudaram suas normas de segurança. Atualmente a PEPCON está situada em um local muito mais remoto e distante do centro urbano que a fábrica anterior.